# Сытке
Сытке (эст. Sõtke jõgi) — река на северо-востоке Эстонии в уезде Ида-Вирумаа. Впадает в Финский залив. В устье реки Сытке находится город Силламяэ.

## География
Река Сытке берёт начало в системе озёр Куртна. Течёт на север и впадает в Финский залив в черте города Силламяэ. Длина реки составляет 24 км, площадь водосборного бассейна — 93,7 км².
На реке Сытке устроено три дамбы, которые образуют каскад водохранилищ. Крупнейшее водохранилище имеет площадь 30 га и среднюю глубину 7 м.

## Экология
В реке обитают окунь, плотва, щука, лещ, а также речные раки.
Воду реки Сытке использует силламяэская ТЭЦ и другие промышленные предприятия. В связи с этим в 2011 году началась разработка программы гидрологического и биологического комплексного мониторинга реки.